# غاري ويليام كروفورد
غاري ويليام كروفورد (بالإنجليزية: Gary William Crawford)‏ هو صحفي أمريكي، ولد في 1953.